# Briséïs
Briséïs, o Les amants de Corinthe (bʁizeis u lez‿amɑ̃ də kɔʁɛ̃t) è un'opera lirica drammatica di Emmanuel Chabrier su libretto di Catulle Mendès ed Ephraïm Mikaël ispirato a Die Braut von Korinth di Goethe.

## Composizione e storia delle esecuzioni
Sembra probabile che Catulle Mendès (che aveva già fornito il libretto di Gwendoline e le parole per le canzoni di Chabrier Chanson de Jeanne e Lied), vide il potenziale per un'opera nella "leggenda drammatica" La fiancée de Corinthe di Ephraïm Mikhaël e Bernard Lazare e suggerì il progetto a Chabrier. Chabrier lavorò all'opera dal maggio 1888 fino al 1893, quando la sua cattiva salute (paralisi generale nelle ultime fasi della sifilide) gli impedì ulteriori progressi.
Il primo atto (che dura circa 75 minuti) era abbastanza terminato entro la fine di giugno 1890 perché Chabrier potesse suonarlo a Mendès; l'orchestrazione fu poi completata entro la fine di settembre di quell'anno. Nel 1894 Chabrier chiese a Vincent d'Indy di completare il lavoro, ma era troppo difficile mettere insieme gli schizzi. A causa della malattia, Chabrier completò solo il primo atto (dei tre progettati), che fu presentato per la prima volta in un concerto commemorativo di Chabrier a Parigi il 13 gennaio 1897, diretto da Charles Lamoureux. Gli eredi di Chabrier chiesero ad altri compositori, tra cui Debussy, Enescu e Ravel, di provare a completarlo.
La prima messa in scena del primo atto ebbe luogo allo Staatsoper Unter den Linden di Berlino il 14 gennaio 1899, diretta da Richard Strauss. Briséïs è una musica altamente erotica e seducente, che Strauss potrebbe aver ricordato quando compose la sua Salomè.
Il Festival di Vichy ha messo in scena Briséïs in un programma con Béatrice et Bénédict nel 1954 con Janette Vivalda nel ruolo della protagonista, diretta da Paul Bastide.
Il manoscritto si trova alla Bibliothèque de l'Opéra di Parigi. La pubblicazione della partitura nel 1897 comprendeva un'edizione limitata con un ritratto di Desmoulins, omaggi di diversi amici e compositori (Bruneau, Charpentier, Chausson, D'Indy, Lamoureux, Messager e Mottl), nonché poesie alla memoria di Chabrier di de Régnier, Saint-Pol-Roux, van Lerberghe e Viélé-Griffin.
L'opera di Goldmark Die Kriegsgefangene (1899) era originariamente intitolata Briseis, sebbene l'argomento fosse diverso.

## Ruoli
| Ruolo                             | Registro voce | Cast della prima (concerto), 13 gennaio 1897 (Direttore: Charles Lamoureux) | Prima a teatro, 14 gennaio 1899 (Direttore: Richard Strauss) |
| --------------------------------- | ------------- | --------------------------------------------------------------------------- | ------------------------------------------------------------ |
| Briseide                          | soprano       | Éléonore Blanc                                                              | Ida Hiedler                                                  |
| Ila                               | tenore        | Pierre-Émile Engel                                                          | Wilhelm Grüning                                              |
| Il Catechista                     | baritono      | Alexis Ghasne                                                               | Baptist Hoffmann                                             |
| Stratoklès, servo di Thanastô     | basso         | M. Nicolaou                                                                 | Paul Knüpfer                                                 |
| Thanastô                          | mezzosoprano  | Alba Chrétien-Vaguet                                                        | Marie Goetze                                                 |
| Prima cameriera                   | soprano       |                                                                             |                                                              |
| Seconda cameriera                 | soprano       |                                                                             |                                                              |
| Vecchio marinaio                  |               |                                                                             |                                                              |
| Un altro marinaio                 |               |                                                                             |                                                              |
| Coro : Marinai; Servi di Thanastô |               |                                                                             |                                                              |

## Trama
Luogo: Corinto
Periodo: durante il regno dell'imperatore Adriano.

### Atto 1
Scena 1
Ila, innamorato di Briseide, desidera trovare fortuna in Siria, ma fa una sosta nella casa in cui lei vive con la madre malata Thanastô. All'apparire di Briseide, Ila invoca Eros.
Scena 2
Briseide e Ila giurano su Kypris [Afrodite] di amarsi fino ai loro ultimi giorni. Briseide insiste che l'amore deve sopravvivere alla morte nella tomba. Ila si allontana.
Scena 3
Thanastô implora Dio di salvare lei per salvare le anime dei pagani che la circondano, pur rimpiangendo che sua figlia non condivida le sue credenze cristiane. Briseide, mentre teme le tentazioni di Ila promette di salvare sua madre devastata dalla malattia e dal dolore.
Scena 4
Mentre i servi e Briseide invocano gli dei pagani, il Catechista arriva e prega per Thanastô, dicendo a Briseide che se lo segue sua madre sarà salvata. Thanastô aveva promesso a sua figlia di rimanere vergine "in eterno, una sposa di Dio". Briseide si sottomette e segue il Catechista.

### Atto 2 e 3
Naufragato nel punto in cui Briseide era stata battezzata, Ila le ricorda il suo voto nei suoi confronti. Briseide si uccide e poi invita Ila a raggiungerla nella tomba nuziale. Dopo aver respirato l'odore mortale dei fiori che gli offre, egli lo fa, tra lo stupore di cristiani e pagani.

## Incisioni
- Hyperion 1994: Joan Rodgers - Mark Padmore - Simon Keenlyside - Michael George - Kathryn Harries - direttore Jean Yves Ossonce. Coro della Scottish Opera, Orchestra Sinfonica Scozzese della BBC (CDA66803) (registrazione dell'esecuzione di un concerto presso la Usher Hall il 18 agosto 1994).